# Kapangan
Kapangan è una municipalità di quinta classe delle Filippine, situata nella Provincia di Benguet, nella Regione Amministrativa Cordillera.
Kapangan è formata da 15 baranggay:
- Balakbak
- Beleng-Belis
- Boklaoan
- Cayapes
- Cuba
- Datakan
- Gadang
- Gasweling
- Labueg
- Paykek
- Poblacion Central
- Pudong
- Pongayan
- Sagubo
- Taba-ao